# Liga Premier de Jordania
La Liga Premier de Jordania (en árabe: الدوري  الأردني للمحترفين‎) es la máxima categoría de la Liga de fútbol de Jordania. Se disputa desde 1944, y es organizada por la Federación de Fútbol de Jordania.
El Al-Faisaly de Amán ha sido históricamente el club que ha dominado la liga nacional, consiguiendo la cantidad de 35 títulos nacionales.

## Sistema de competición
Se juega el sistema de liga con 12 equipos durante la temporada, que actualmente comienza en agosto y se extiende hasta mayo del siguiente año. El equipo campeón clasifica para disputar la siguiente edición de la Copa AFC. Los dos últimos clasificados descienden a la Segunda división.
En la actualidad, el ganador de la Liga Premier de Jordania se clasifica para la fase de grupos de la Liga de Campeones de la AFC, y el subcampeón de liga se clasifica para la fase de grupos de la Copa AFC junto con el campeón de la Copa de Jordania.

## Equipos temporada 2023-24
| Club               | Ciudad    | Estadio                     | Fundación |
| ------------------ | --------- | --------------------------- | --------- |
| Al-Ahli SC         | Amán      | Amman International Stadium | 1944      |
| Al-Salt            | Al-Salt   | Al-Salt Stadium             | 1965      |
| Mugayyir as-Sirhan | Mafraq    | Estadio Príncipe Mohammed   | 1992      |
| Al-Faisaly         | Amán      | Amman International Stadium | 1932      |
| Al-Hussein         | Irbid     | Al-Hassan Stadium           | 1964      |
| Al-Jalil           | Irbid     | Al-Hassan Stadium           | 1953      |
| Al-Ramtha          | Ar Ramtha | Al-Hassan Stadium           | 1966      |
| Al-Wehdat          | Amán      | King Abdullah Stadium       | 1956      |
| Ma'an FC           | Ma'an     | Estadio Príncipe Mohammed   | 1971      |
| Sahab SC           | Sahab     | Estadio Príncipe Mohammed   | 1972      |
| Shabab Al-Aqaba    | Aqaba     | Estadio Aqaba               | 1965      |
| Shabab Al-Ordon    | Amán      | Amman International Stadium | 2002      |

## Palmarés
- 1944 : Al-Faisaly SC
- 1945 : Al-Faisaly SC
- 1946 : Jordan SC
- 1947 : Al-Ahli SC
- 1948 : No hubo torneo
- 1949 : Al-Ahli SC
- 1950 : Al-Ahli SC
- 1951 : Al-Ahli SC
- 1952 : Al Jazira Club
- 1953 : No hubo torneo
- 1954 : Al-Ahli SC
- 1955 : Al Jazira Club
- 1956 : Al Jazira Club
- 1957 : No hubo torneo
- 1958 : No hubo torneo
- 1959 : Al-Faisaly SC
- 1960 : Al-Faisaly SC
- 1961 : Al-Faisaly SC
- 1962 : Al-Faisaly SC
- 1963 : Al-Faisaly SC
- 1964 : Al-Faisaly SC
- 1965 : Al-Faisaly SC
- 1966 : Al-Faisaly SC
- 1967 : No hubo torneo
- 1968 : No hubo torneo
- 1969 : No hubo torneo
- 1970 : Al-Faisaly SC
- 1971 : Al-Faisaly SC
- 1972 : Al-Faisaly SC
- 1973 : Al-Faisaly SC
- 1974 : Al-Faisaly SC
- 1975 : Al-Ahli SC
- 1976 : Al-Faisaly SC
- 1977 : Al-Faisaly SC
- 1978 : Al-Ahli SC
- 1979 : Al-Ahli SC

### Desde 1980
| Temporada | Campeón              | Subcampeón           | Máximo goleador        | Club                | Goles       |
| --------- | -------------------- | -------------------- | ---------------------- | ------------------- | ----------- |
| 1980      | Al-Wehdat SC         | Al-Ramtha SC         | Sahel Ghazawy          | Al-Hussein Irbid SC | 14          |
| 1981      | Al-Ramtha SC         | Al-Faisaly SC        | Khaled Al-Zubi         | Al-Ramtha SC        | 14          |
| 1982      | Al-Ramtha SC         | Al-Wehdat SC         | Munir Mesbah           | Al-Hussein Irbid SC | 9           |
| 1983      | Al-Faisaly SC        | Al-Wehdat SC         | Ibrahim Sadiya         | Amman SC            | 13          |
| 1984      | Amman SC             | Al-Faisaly SC        | Jamal Ibrahim          | Al-Nasr FC          | 12          |
| 1985      | Al-Faisaly SC        | Al-Wehdat SC         | Jamal Ibrahim          | Al-Nasr FC          | 15          |
| 1986      | Al-Faisaly SC        | Al-Wehdat SC         | Rateb Al-Dawud         | Al-Ramtha SC        | 12          |
| 1987      | Al-Wehdat SC         | Al-Ramtha SC         | Faiz Bidaiwi           | Al-Ramtha SC        | 9           |
| 1988      | Al-Faisaly SC        | Al-Ramtha SC         | Faiz Bidaiwi           | Al-Ramtha SC        | 10          |
| 1989      | Al-Faisaly SC        | Al-Ramtha SC         | Khaled Al-Akori        | Al-Ramtha SC        | 14          |
| 1990      | Al-Faisaly SC        | Al-Hussein Irbid SC  | Aref Hussein           | Al-Hussein Irbid SC | 11          |
| 1991      | Al-Wehdat SC         | Al-Faisaly SC        | Jihad Abdel-Munem      | Al-Wehdat SC        | 15          |
| 1992      | Al-Faisaly SC        | Al-Hussein Irbid SC  | Aref Hussein           | Al-Hussein Irbid SC | 13          |
| 1993      | Al-Faisaly SC        | Al-Wehdat SC         | Jeris Tadrus           | Al-Faisaly SC       | 19          |
| 1994      | Al-Wehdat SC         | Al-Ramtha SC         | Jeris Tadrus           | Al-Faisaly SC       | 16          |
| 1995      | Al-Wehdat SC         | Al-Faisaly SC        | Ibrahim Abdel-Hadi     | Al-Jalil Club       | 18          |
| 1996      | Al-Wehdat SC         | Al-Faisaly SC        | Jeris Tadrus           | Al-Faisaly SC       | 13          |
| 1997      | Al-Wehdat SC         | Al-Faisaly SC        | Subhi Suleiman         | Al-Faisaly SC       | 15          |
| 1998      | No finalizó          | No finalizó          | No finalizó            | No finalizó         | No finalizó |
| 1999      | Al-Faisaly SC        | Al-Wehdat SC         | Bassam Al-Khatib       | Al-Ahli SC          | 22          |
| 2000      | Al-Faisaly SC        | Al-Wehdat SC         | Jeris Tadrus           | Al-Faisaly SC       | 23          |
| 2001      | Al-Faisaly SC        | Al-Wehdat SC         | Fadi Lafi              | Al-Wehdat SC        | 16          |
| 2002-03   | Al-Faisaly SC        | Al-Wehdat SC         | Mahmoud Shelbaieh      | Al-Wehdat SC        | 22          |
| 2003-04   | Al-Faisaly SC        | Al-Hussein Irbid SC  | Hassan Abdel-Fattah    | Al-Wehdat SC        | 7           |
| 2004-05   | Al-Wehdat SC         | Al-Hussein Irbid SC  | Alaa Ibrahim           | Al-Wehdat SC        | 14          |
| 2005-06   | Shabab Al-Ordon Club | Al-Faisaly SC        | Abdel-Hadi Al-Maharmeh | Al-Faisaly SC       | 14          |
| 2006-07   | Al-Wehdat SC         | Al-Faisaly SC        | Awad Ragheb            | Al-Wehdat SC        | 16          |
| 2007-08   | Al-Wehdat SC         | Al-Faisaly SC        | Mahmoud Shelbaieh      | Al-Wehdat SC        | 14          |
| 2008-09   | Al-Wehdat SC         | Shabab Al-Ordon Club | Mohammad Abdel-Haleem  | Al-Baqa'a Club      | 13          |
| 2009-10   | Al-Faisaly SC        | Al-Wehdat SC         | Ahmed Marei            | Al-Hussein Irbid SC | 14          |
| 2010-11   | Al-Wehdat SC         | Al-Faisaly SC        | Mohammad Abdel-Haleem  | Al-Baqa'a Club      | 16          |
| 2011-12   | Al-Faisaly SC        | Al-Ramtha SC         | Ahmad Hayel            | Al-Faisaly SC       | 18          |
| 2012-13   | Shabab Al-Ordon Club | Al-Wehdat SC         | Abdallah Deeb          | Al-Wehdat SC        | 14          |
| 2013-14   | Al-Wehdat SC         | Al-Faisaly SC        | Hamza Al-Dardour       | Al-Ramtha SC        | 13          |
| 2014-15   | Al-Wehdat SC         | Al-Jazira Club       | Moataz Salhani         | That Ras Club       | 11          |
| 2015-16   | Al-Wehdat SC         | Al-Faisaly SC        | Akram Zuway            | Al-Hussein Irbid SC | 12          |
| 2016-17   | Al-Faisaly SC        | Al-Jazira Club       | Mardik Mardikian       | Al-Jazira Club      | 14          |
| 2017-18   | Al-Wehdat SC         | Al-Faisaly SC        | Łukasz Gikiewicz       | Al-Faisaly SC       | 14          |
| 2018-19   | Al-Faisaly SC        | Al-Jazira Club       | Baha Faisal            | Al-Wehdat SC        | 15          |
| 2020      | Al-Wehdat SC         | Al-Jazira Club       | Abed Aziz Ndai         | Al-Wehdat SC        | 17          |
| 2021      | Al-Ramtha SC         | Al-Wehdat SC         | Ronald Ngah            | Al-Salt SC          | 15          |
| 2022      | Al-Faisaly SC        | Al-Wehdat SC         | Amin Al-Shanaina       | Al-Faisaly SC       | 9           |
| 2023-24   | Al-Hussein Irbid SC  | Al-Faisaly SC        | Ronald Ngah            | Al-Faisaly SC       | 13          |
| 2024-25   | Al-Hussein Irbid SC  | Al-Wehdat SC         | Mohannad Semreen       | Al-Wehdat SC        | 18          |

## Títulos por club
| Club                 | Campeón | Años campeón |
| -------------------- | ------- | --- |
| Al-Faisaly SC        | 35      | 1944, 1945, 1959, 1960, 1961, 1962, 1963, 1964, 1965, 1966, 1970, 1971, 1972, 1973, 1974, 1976, 1977, 1983, 1985, 1986, 1988, 1989, 1990, 1992, 1993, 1999, 2000, 2001, 2003, 2004, 2010, 2012, 2017, 2019, 2022 |
| Al-Wehdat SC         | 17      | 1980, 1987, 1991, 1995, 1996, 1997, 1997, 2005, 2007, 2008, 2009, 2011, 2014, 2015, 2016, 2018, 2020 |
| Al-Ahli SC           | 8       | 1947, 1949, 1950, 1951, 1954, 1975, 1978, 1979 |
| Al-Ramtha SC         | 3       | 1981, 1982, 2021 |
| Al-Jazira Club       | 3       | 1952, 1955, 1956 |
| Al-Hussein Irbid SC  | 2       | 2023-24, 2024-25 |
| Shabab Al-Ordon Club | 2       | 2005-06, 2012-13 |
| Amán SC †            | 1       | 1984 |
| Jordan SC †          | 1       | 1946 |

- † Equipo desaparecido.